# Step Up 3D
Step Up 3D (även känd som Step Up 3) är en amerikansk romantisk dramatisk dansfilm i 3D från 6 augusti 2010. Filmen har två föregångare; Step Up (2006) och Step Up 2: The Streets (2008) , och en kommande uppföljare; Step Up Revolution (2012).

## Handling
Efter att Moose (Adam G. Sevani) och Camille (Alyson Stoner) har börjat på college i New York träffar Moose dansaren Luke som har skapat en dance crew, House of Pirates, i en nedlagd fabriksbyggnad. Moose går med i deras dance crew och deltar med dem i en show-down mot bl.a. deras ärkerival, House of Samurai. Samtidigt hittar Luke och lär känna street dansaren Natalie (Sharni Vinson) som också blir medlem i House of Pirates.

## Rollista
- Rick Malambri - Luke
- Adam G. Sevani - Robert "Moose" Alexander III
- Sharni Vinson - Natalie
- Alyson Stoner - Camille Gage
- Joe Slaughter - Julien
- Keith Stallworth - Jacob
- Kendra Andrews - Anala
- Stephen Boss - Jason
- Jonathan Perez - Legz
- Martín Lombard - The Santiago Twins
- Facundo Lombard - The Santiago Twins
- Oren Michaeli - Carlos
- Chadd Smith - Vladd
- Daniel Campos - Kid Darkness

MSA Crew:
- Luis Rosado - Monster
- Harry Shum, Jr - Cable
- LaJon Dantzler - Smiles
- Janelle Cambridge - Fly
- Mari Koda - Jenny Kido
- Christopher Scott - Hair
- Danielle Polanco - Missy

## Soundtrack
1. Club Can't Handle Me - Flo Rida feat. David Guetta
2. My Own Step - Roscoe Dash feat. T-Pain & Fabo
3. This Instant Sophia Fresh feat. T-Pain
4. Already Taken - Trey Songz
5. This Girl - Laza Morgan
6. Fancy Footwork - Chromeo
7. Up - Jesse McCartney
8. Freak - Estelle feat. Kardinal Offishial
9. Wachadoin? - N.A.S.A feat. Spank Rock, M.I.A, Santigold & Nick Zinner
10. Tear Da Roof off - Busta Rhymes
11. Move - MiMS
12. Shawty Got Moves - Get Cool
13. Irresistable - Wisin y Yandel
14. Queen - Mary J. Blige
15. No te Quiero - Sophia Del Carmen feat. Pitbull
16. Dream Awake - Lauren Evans